# Indochine
Indochine je francoska rockovska skupina, ki je nastala leta 1981 v Parizu, ustanovila pa sta jo Nicola Sirkis in Dominique Nicolas. V osemdesetih letih dvajsetega stoletja je doživela velik uspeh v Franciji, prav tako pa tudi v drugih predelih kontinentalne Evrope in Latinske Amerike. V devetdesetih letih so izdali več kritično odobravanih albumov, vendar nobeden ni dosegel komercialnega uspeha. Leta 2002 se je skupina z izdajo albuma Paradize spet zavihtela na glasbene lestvice, trenutno pa je z 10 milijoni prodanih albumov in singlov najbolje prodajana francoska glasbena skupina vseh časov.